# Bùi Thọ Thịnh
 Bùi Thọ Thịnh (sinh năm 1972) là một nam đạo diễn và nhà sản xuất phim người Việt Nam. Anh được biết đến qua vai trò đạo diễn các bộ phim nổi tiếng về nông thôn Việt gồm Gió làng Kình và Thương nhớ ở ai. 

## Thời thơ ấu
Đạo diễn Bùi Thọ Thịnh nguyên quán tại xã Đông Sơn, huyện Đông Hưng, tỉnh Thái Bình. Nhưng sinh ra và lớn lên tại huyện Thanh Miện, tỉnh Hải Dương. Hiện nay anh đang sinh sống và làm việc tại Hà Nội.

## Sự nghiệp
Sau khi tốt nghiệp Đạo diễn Điện ảnh Trường Đại học Sân khấu & Điện ảnh Hà Nội, anh về công tác tại Trung tâm sx phim TH – Đài Truyền hình Việt Nam(VTV). 
Trong thời gian làm việc tại VTV, anh đã làm nhiều phim truyền hình và các chương trình truyền hình nổi tiếng, được đông đảo khán giả đón nhận.
Phim TH dài tập Gió làng Kình (25 tập) – Cánh diều bạc (2008), huy chương vàng liên hoan phim truyền hình năm 2008. Phim truyền hình dài tập Thương Nhớ ở Ai (34 tập) – Cánh diều vàng, đạo diễn xuất sắc nhất (2017), Cánh diều vàng cho phim truyền hình.

## Danh sách phim

Đạo diễn Bùi Thọ Thịnh

- Gió làng Kình
- Alo 123
- Chuyện thám tử
- Thương nhớ ở ai